# Lindelskopf
Der Lindelskopf ist ein Berg im Pfälzerwald.

## Lage und Charakteristik
Der Lindelskopf, mitunter als „Hausberg von Ludwigswinkel“ bezeichnet, liegt etwa 1 km östlich von Ludwigswinkel, aber auf Fischbacher Gemarkung. Den Gipfel des Berges bildet eine ca. 80 m lange, durch Erosion freistehende schmale Buntsandsteinrippe von ca. 9 m Höhe. Der höchste Punkt liegt 343,1 m über NN.
Durch natürliche Einschnitte wird der Felsen in drei Abschnitte geteilt. Auf dem mittleren und nördlichen Abschnitt wird eine abgegangene, mittelalterliche Burganlage vermutet, deren ursprünglicher Name unbekannt ist und die heute als Burg Lindelskopf bezeichnet wird.

### Naturräumliche Zuordnung
Zusammenfassend folgt die naturräumliche Zuordnung des Lindelskopfes folgender Systematik:
- Großregion 1. Ordnung: Schichtstufenland beiderseits des Oberrheingrabens
- Großregion 2. Ordnung: Pfälzisch-Saarländisches Schichtstufenland
- Großregion 3. Ordnung: Pfälzerwald
- Region 4. Ordnung (Haupteinheit): Wasgau
- Region 5. Ordnung: Stürzelbronn-Schönauer Felsenland

## Tourismus
Wegen seiner gut abgesicherten Aussichtskanzel, die einen hervorragenden Ausblick auf Ludwigswinkel und die umliegende Wasgaulandschaft bietet, ist der Lindelskopf heute ein beliebtes Ziel für Wanderer. Er wird durch die beiden Premiumwanderwege „Felsenland Sagenweg“ und „Wasgau Seentour“ sowie die am Dorfplatz von Ludwigswinkel startende „Lindelskopf-Tour“ erschlossen.